# Мирное (Аркалыкская городская администрация)
Мирное (каз. Мирное) — село в Костанайской области Казахстана. Находится в подчинении городской администрации Аркалыка. Административный центр и единственный населённый пункт Мирненского сельского округа. Код КАТО — 391658100.

## Население
В 1999 году население села составляло 401 человек (198 мужчин и 203 женщины). По данным переписи 2009 года, в селе проживало 217 человек (112 мужчин и 105 женщин).